# (6404) Vanavara
(6404) Vanavara (1991 PS6) – planetoida z pasa głównego asteroid okrążająca Słońce w ciągu 5,37 lat w średniej odległości 3,07 j.a. Odkryta 6 sierpnia 1991 roku.